# Цехановка
Цехановка (укр. Цеханівка) — село, относится к Окнянскому району Одесской области Украины.
Население по переписи 2001 года составляло 323 человека. Почтовый индекс — 67933. Телефонный код — 4861. Занимает площадь 1,26 км². Код КОАТУУ — 5123185201.

## Местный совет
67922, Одесская обл., Окнянский р-н, с. Цехановка